# Ефект Струпа
Ефект Струпа (англ. Stroop effect) — затримка реакції при прочитанні слів, коли колір слів не збігається з написаними словами (наприклад, слово «червоний» написано жовтим).
Ефект названий на честь Джона Рідлі Струпа, який вперше опублікував цей тест англійською в 1935 році. До цього цей ефект був опублікований у Німеччині в 1929 році. Це дослідження стало одним з найбільш цитованих досліджень в історії експериментальної психології.

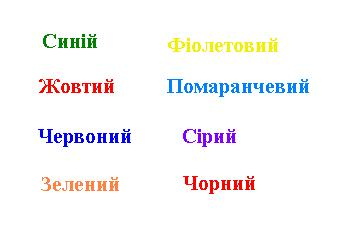
Тестування на наявність ефекту Струпа

## Вихідний експеримент
У своїх дослідженнях Струп використовував декілька варіацій одного і того ж тесту, для яких використовувалися три різного роду стимули. У першому назви кольорів друкувалися в чорному кольорі, у другому — назви кольорів друкувалися в відмінних від значення слів кольорах, в третьому використовувалися квадрати вибраних кольорів.
У першому експерименті використовувалися варіанти 1 і 2. Від учасників експерименту було потрібно прочитати написані слова, незважаючи на використані для їх написання кольори (наприклад, вони повинні були прочитати фіолетовий, незалежно від використовуваного кольору). У другому експерименті використовувалися стимули 2 і 3, і від учасників вимагалося назвати колір чорнила, не звертаючи увагу на написані слова у другому варіанті і назви кольорів квадратів у третьому варіанті. У третьому експерименті Струп вивчав як практика впливає на те, як учасники справляються із завданням.
Струп зауважив, що учасники найдовше справлялися з другим завданням, ніж коли від них вимагалося називати кольори квадратів у другому експерименті. Ця затримка не виявлялася в першому експерименті.